# (2943) Heinrich
(2943) Heinrich es un asteroide perteneciente al cinturón de asteroides, descubierto el 25 de agosto de 1933 por Karl Wilhelm Reinmuth desde el Observatorio de Heidelberg-Königstuhl, Alemania.

## Designación y nombre
Designado provisionalmente como 1933 QU. Fue nombrado Heinrich en honor al astrónomo alemán Heinrich Inge.